# Jerzy Markwart
Jerzy Józef Markwart (zm. prawdopodobnie 1748) – polski rzeźbiarz zapewne pochodzenia morawskiego lub z obszaru cesarstwa, który pracował w Galicji. Najwsześniejsza wzmianka o jego pobycie we Lwowie pochodzi z 1741: wtedy wraz ze żoną Gertrudą Barbarą kupił on domostwo na terenie jurydyki Świętojańskiej. Pozostawał w bliskich stosunkach z Konradem Kotschenreiterem, zapewne Austriakiem, któremu pozyczał 1600 złp. «na karty», w 1744 domagał się od niego zwrotu 75 czerwonych zł. Zbigniew Hornung przypuszczał, że rzeźbiarz i sztukator lwowski Jan Obrocki był synem snycerza Mikołaja, którego żoną była wdowa Jerzego Markwarta Gertruda Barbara. Gertruda Barbara 15 stycznia 1749 sama wypłaciła Izraelowi Dawidowiczowi należytość w kwocie 400 złp., a 17 stycznia 1750 spisała testament ręką świadka, ks. franciszka Duralskiego, proboszcza kościoła Matki Boskiej Śnieżnej we Lwowie, którym wyznaczyła jako opiekunów swych dzieci oraz exekutorami testamentu rzeźbiarza Sebastiana Fesingera i stolarza Michała Wurcera (Wurcela). Dziećmi Jerzego i Gertrudy Barbary Markwartów byli Jan Michał, Katarzyna i Zofia. Warsztat Jerzego Markwarta w 1750 przeszedł na własność Mikołaja Obrockiego.

## Prace
- ołtarz dla kaplicy tymczasowej kościoła Dominikanów we Lwowie[3]
- rzeźby alegoryczne z katafalku (castrum doloris) Jakuba Ludwika Sobieskiego

### Prace przypisywane
- ołtarzy w kolegiacie św. Wawrzyńca w Żółkwi
- posągi w ołtarze głównym kościoła Jezuitów we Lwowie (jako bardzo ostrożna hipoteza[8])

## Literatura
- Andrzej Betlej. Nagrobek Jabłonowskich w kościele Jezuitów we Lwowie. „Folia Historiae Artium”. SN 11, s. 79–80.
- Zbigniew Hornung. Pierwsi rzeźbiarze lwowscy z okresu rokoka. „Ziemia Czerwieńska”. III, s. 3–34, 1937.